# Guisane
La Guisane est une rivière française des Hautes-Alpes, en région Provence-Alpes-Côte d'Azur. Elle est un affluent droit de la Durance, en amont de Briançon, donc un sous-affluent du Rhône qui prend sa source au col du Lautaret.

## Géographie

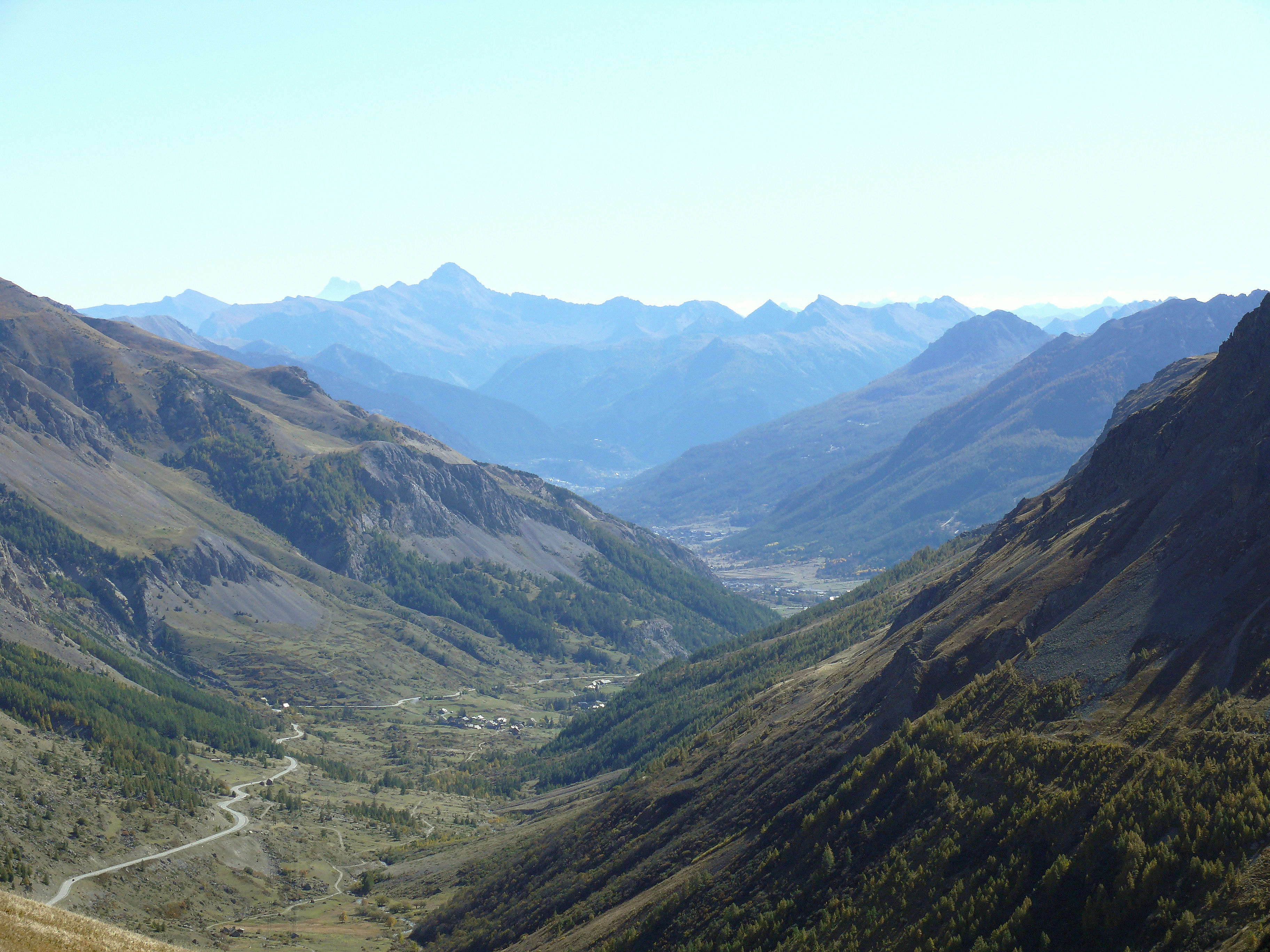
La vallée de la Guisane vue depuis le col du Lautaret.

La Guisane est un affluent de la Durance, avec laquelle elle conflue en aval immédiat de Briançon. Elle prend sa source au col du Lautaret, sur le versant nord du massif de Combeynot. Son nom vient de Aqui Sanatio, nom latin du village du Monêtier-les-Bains. Elle a donné son nom à la vallée de la Guisane.
La longueur de son cours est 27,7 km.
La Guisane collecte notamment les eaux des tabucs du Casset et du Monêtier, alimentés par les glaciers du même nom.

### Communes et cantons traversés
La Guisane arrose le canton du Monêtier-les-Bains. Elle passe dans les communes suivantes :
Le Monêtier-les-Bains (source), La Salle-les-Alpes, Saint-Chaffrey, Briançon (confluence).

## Affluents
Le Monêtier-les-Bains
- le Torrent de Roche Noire, 3,4 km
- le Torrent de la Moulette,
- le Rif Blanc, 1,8 km
- le Grand Tabuc,
- le Petit Tabuc ;

La Salle-les-Alpes
- le Torrent du Bez, 5 km

Saint-Chaffrey
- le Torrent de Merdarel, 4,7 km
- le Torrent du Sainte-Élisabeth, 3,7 km
- le Torrent de Réguinier, 4,1 km
- le Torrent du Saint-Bernard[réf. nécessaire], qui traverse les hameaux de Villard-Laté et l'Endroit de Chantemerle,
- le Torrent du Peytavin qui traverse l'Envers de Chantemerle.

## Hydrologie
La Guisane est une rivière au régime comparable aux autres affluents alpins de la haute vallée de la Durance.

### La Guisane à Saint-Chaffrey
Son débit a été observé durant 3 ans (entre 1978 et 1982), à Saint-Chaffrey, localité située légèrement en amont de son confluent avec la Durance. La surface ainsi étudiée est de 161 km2, soit la quasi-totalité du bassin versant de la rivière.
Étant donné la courte durée d'observation des débits de la rivière, les chiffres suivants ne sont qu'indicatifs. Ils constituent cependant une excellente approximation, vu la grande régularité du régime annuel du cours d'eau.
Le module de la rivière à Saint-Chaffrey était de 5,19 m3/s, dont 4,82 m3/s en 1980 et 5,65 m3/s en 1981.
La Guisane présente des fluctuations saisonnières de débit bien marquées et caractéristiques des cours d'eau de haute montagne. Les hautes eaux se déroulent à la fin du printemps et au début de l'été, et se caractérisent par des débits mensuels moyens allant de 8,6 à 14,1 m3/s, de mai à juillet (avec un maximum en juin) ; elles sont dues à la fonte des neiges. Dès le mois de juillet, le débit baisse progressivement ce qui mène doucement à une longue période de basses eaux. Celles-ci ont lieu du mois de novembre jusqu'au mois de mars suivant, entraînant une  baisse du débit mensuel moyen atteignant un plancher de 1,43 m3/s au mois de janvier. Mais ces chiffres ne sont que des moyennes et les fluctuations sont plus prononcées sur de courtes périodes ou selon les années.

### Crues
Les crues de la Guisane ne sont généralement pas très importantes. La série des QIX n'ont jamais été calculés, étant donné la trop courte durée d'observation des débits.
Le débit journalier maximal enregistré à Saint-Chaffrey a été de 26,5 m3/s le 1er juin 1980, tandis que le débit journalier maximal était de 24 m3/s le 14 juin de la même année.

### Lame d'eau et débit spécifique
La Guisane  est une rivière fort abondante. La lame d'eau écoulée dans son bassin versant est de 1 016 millimètres annuellement, ce qui vaut trois fois la moyenne d'ensemble de la France (320 millimètres par an). C'est bien sûr aussi supérieur à la moyenne du bassin du Rhône (557 millimètres par an à Beaucaire). Le débit spécifique (ou Qsp) atteint 32,2 litres par seconde et par kilomètre carré de bassin.